# Ilha de Oléron

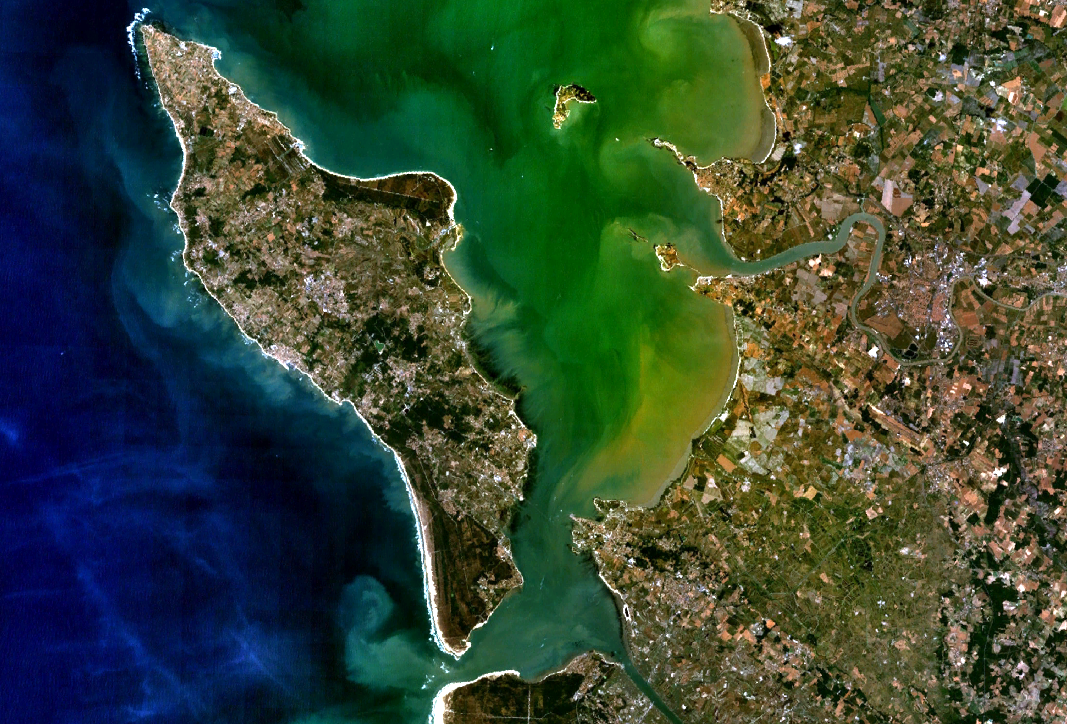
Imagem de satélite da Ilha de Oléron.

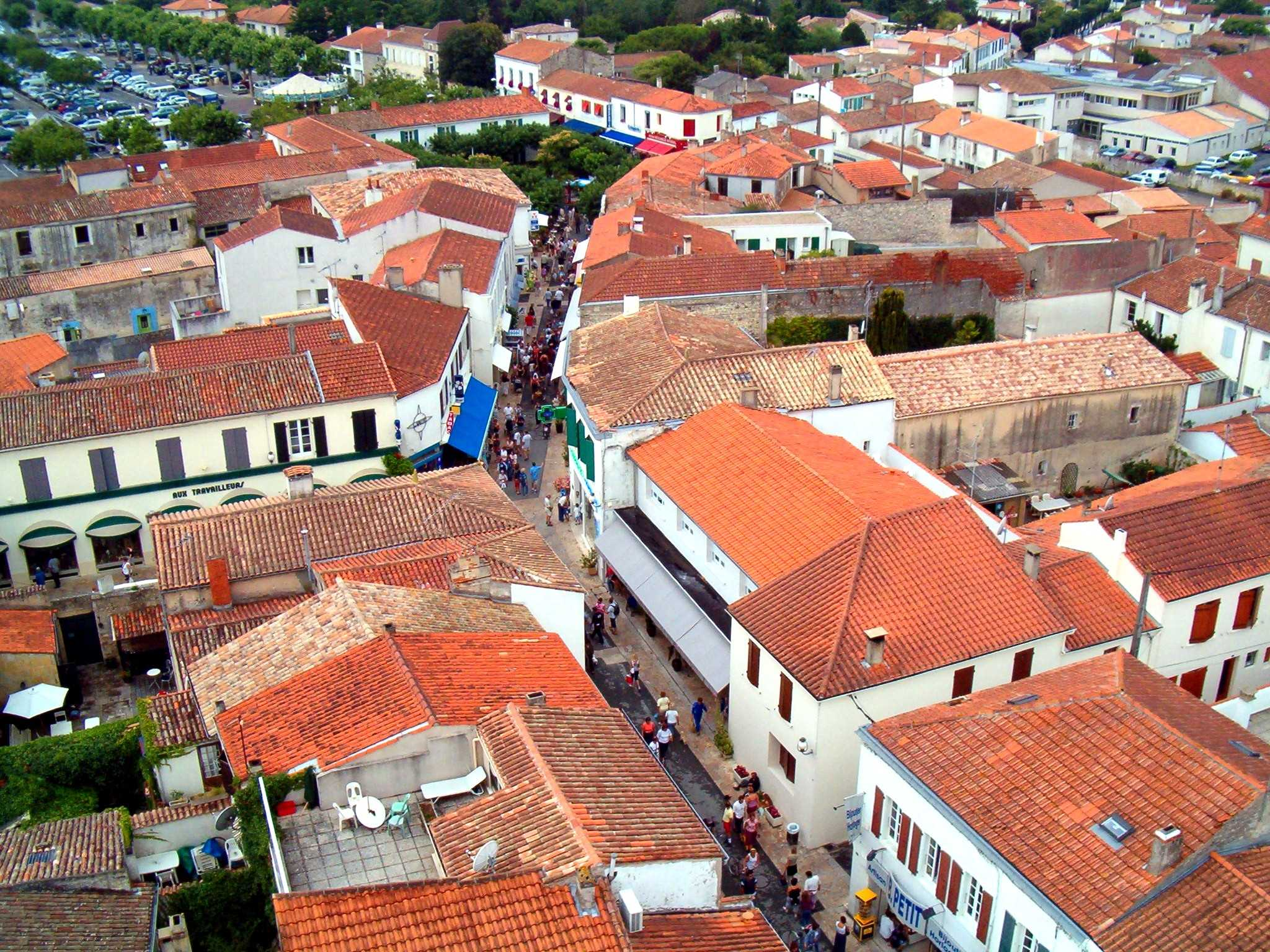
Vista de Saint-Pierre-d'Oléron.

A Ilha de Oleron (em francês:  Île d'Oléron) é uma ilha francesa situada na costa atlântica do departamento de Carântono-Marítimo, na região de Nova Aquitânia.
É a segunda maior ilha da França metropolitana, apenas ultrapassada em área e população pela Córsega. Tem 34 km de comprimento por 15 km de largura e um relevo relativamente plano, com a cota mais alta a apenas 34 m de altitude. No total tem 175 km², e 20 009 habitantes, repartidos por oito comunas e dois cantões (Château-d'Oléron e Saint-Pierre-d'Oléron). As comunas principais são Saint-Pierre-d'Oléron, a capital da ilha, Saint-Denis-d'Oléron, Saint-Georges-d'Oléron (que contém belíssimos edifícios medievais, da época de Leonor, Duquesa da Aquitânia), Le Grand-Village-Plage e  Le Château-d'Oléron
Desde 19 de março de 1966 que a ilha está unida ao continente por uma ponte de 2862 m (a segunda mais longa deste tipo em França, depois da que liga a Ilha de Ré ao continente).
Forma junto às marismas de Marennes a zona ostrícola de Marennes-Oléron. Recebe o nome de « la Lumineuse » (ou seja, a Luminosa) por causa da sua elevada quantidade de horas de sol ao longo de todo o ano.